# 4-я добровольческая моторизованная бригада СС «Недерланд»
4-я добровольческая моторизованная бригада СС «Недерланд» (нем. 4. SS-Freiwilligen-Panzergrenadier-Brigade "Nederland") — тактическое соединение войск СС нацистской Германии, состоявшее из голландских добровольцев. Была создана путём переформирования голландского легиона СС в октябре 1943 года. Понеся тяжёлые потери в боях на Восточном фронте, бригада была расформирована, а её остатки в феврале 1945 года стали ядром для формирования 23-й добровольческой моторизованной дивизии СС «Недерланд».

## История
После того, как Добровольческий легион СС «Нидерланды» понёс тяжёлые потери на Восточном фронте, он был переброшен в апреле 1943 года в Зоннеберг, где он стал ядром сформированной моторизованной бригады СС «Недерланд» (голландская № 1). Эта бригада состояла из двух моторизованных полков, артиллерийского полка и различных вспомогательных частей с номером 54. В августе 1943 года бригада, достигшая численности 5 500 человек, была переброшена для дальнейшего обучения в Хорватию, в район Загреба. Личный состав бригады был в основном расположен в городах Орославье и Доня-Стубица, а один батальон в районе Ратов Поток на юго-западе от Загреба. Бригада несла охранную службу на ветке железной дороги Загреб — Карловац. Кроме этого, бригада участвовала в локальных антипартизанских операциях у Людберга, Вараждина и Копривницы. Здесь же бригада получила подкрепление в 1 500 человек, которые входили ранее в состав 5-й танковой дивизии СС «Викинг».
В октябре 1943 года моторизованные полки номер 48 и 49 получили почётные наименования «Генерал Зейффардт» (который был убит в 1943 году голландским движением Сопротивления) и «Де Рюйтер» (голландский адмирал времён англо-голландской морской войны).
В ноябре бригада была подчинена 3-му (германскому) танковому корпусу СС. В середине декабря 1943 г. бригада СС «Недерланд» вместе со всем 3-м танковым корпусом СС была отправлена на Восточный фронт в группу армий «Север». Бригада прибыла на Копорский участок фронта 3 января 1944 г. Перед началом боевых действий в её составе насчитывалось 9 342 военнослужащих. Бригада заняла оборонительную позицию на участке Горбовицы — Керново. К концу января голландцы продолжали удерживать оборону в районе Керново — Шундорово. 26 января командир 3-го танкового корпуса СС Феликс Штайнер приказал своему корпусу начать отступление, прикрываемое силами бригады «Недерланд». Отступление проходило по маршруту Копорье — Котлы — Пиллово — Крикново — Костино.
С февраля по апрель 1944 г. бригада участвовала в оборонительных боях на Нарвском участке фронта. В результате боёв с 3 января по 13 апреля 1944 г. общие потери бригады составили 3 728 человек. Несмотря на это, бригада продолжала участвовать в оборонительных боях у Аувере и Вайваре. Командир 3-го танкового корпуса СС Феликс Штайнер неоднократно благодарил части бригады за проявленный героизм и стойкость в боях. Кроме пехотных полков хорошо зарекомендовали себя артиллерийский полк и противотанковое подразделение. 26 июля из-за ошибки офицеров 48-й моторизованный полк СС «Генерал Зейффардт» был окружён и уничтожен в лесу Асула. Из 700 человек, бывших в строю до окружения, смогло прорваться несколько солдат с одним офицером, 350 голландцев было пленено, а остальные были уничтожены. 28 июля бригада (уже без 48-го полка) оперировала на западе от Муммсаари до Нарвского шоссе, а затем вела оборонительные бои на позиции «Танненберг» от Остси до Киндерхайма. После боёв на позиции «Танненберг» в сентябре 1944 г. бригада начала отступление, пройдя через Пярну и Вольмар в район к западу от Доблена. После этого голландцы участвовали в оборонительных боях вблизи железной дороги Прекульн — Скуодас.
В конце января 1945 г. остатки бригады были морем направлены из Либавы в Штеттин. При перевозке морской транспорт «Мойра» с чинами бригады был потоплен советской подводной лодкой. Началась паника, и спасены были лишь единицы. В феврале 1945 г. бригада была развёрнута в 23-ю моторизованную дивизию СС «Недерланд».

## Местонахождение
- с августа по декабрь 1943 (обучение и борьба с партизанами в Хорватии)
- с декабря 1943 по сентябрь 1944 (бои на Нарвском плацдарме на Восточном фронте)
- с октября 1944 по февраль 1945 (отступление в Курляндию)

## Подчинение
- 3-й (германский) танковый корпус СС 2-й танковой армии группы армий «F» (ноябрь — декабрь 1943)
- 69-й армейский корпус 2-й танковой армии группы армий «F» (декабрь 1943 — февраль 1944)
- 3-й (германский) танковый корпус СС оперативной группы «Нарва» группы армий «Север» (февраль — октябрь 1944)
- 3-й (германский) танковый корпус СС 18-й армии группы армий «Север» (ноябрь 1944 — январь 1945)

## Командиры
- Бригадефюрер СС и генерал-майор войск СС Юрген Вагнер (22 октября 1943 — 10 февраля 1945)

## Состав
- 48-й моторизованный полк СС «Генерал Зейффардт» (SS-Freiwilligen-Panzergrenadier-Regiment 48 "General Seyffardt")
- 49-й моторизованный полк СС «Де Рюйтер» (SS-Freiwilligen-Panzergrenadier-Regiment 49 "De Ruiter")
- 54-й артиллерийский полк СС (SS-Artillerie-Regiment 54)
- 54-й противотанковый дивизион СС (SS-Panzerjäger-Abteilung 54)
- 54-й зенитный дивизион СС (SS-Flak-Abteilung 54)
- 54-я батарея штурмовых орудий СС (SS-Sturmgeschütz-Batterie 54)
- 54-й сапёрный батальон СС (SS-Pionier-Bataillon 54)
- 54-я рота связи СС (SS-Nachrichten-Kompanie 54)
- 54-я санитарная рота СС (SS-Sanitäts-Kompanie 54)
- 54-я рота продовольственного обеспечения СС (SS-Wirtschafts-Kompanie 54)
- 54-й отряд материального обеспечения СС (SS-Nachschub-Truppen 54)
- 54-й отряд снабжения СС (SS-Versorgungs-Truppen 54)
- 54-й полевой запасной батальон СС (SS-Feldersatz-Bataillon 54)

## Награждённые Рыцарским крестом Железного креста

### Рыцарский крест Железного креста (15)
- Ганс-Йоахим Рюле фон Лилиенштерн – 12 февраля 1944 – гауптштурмфюрер резерва СС, командир 1-го батальона 48-го добровольческого моторизованного полка СС «Генерал Зейффардт»
- Вольфганг Йёрхель – 21 апреля 1944 – оберштурмбаннфюрер СС, командир 48-го добровольческого моторизованного полка СС «Генерал Зейффардт»
- Карл-Хайнц Фрюхауф – 4 июня 1944 – гауптштурмфюрер резерва СС, командир 2-го батальона 49-го добровольческого моторизованного полка СС «Де Рюйтер»
- Гельмут Шольц – 4 июня 1944 – унтерштурмфюрер СС, командир 7-й роты 49-го добровольческого моторизованного полка СС «Де Рюйтер»
- Ганс Коллани – 19 августа 1944 – оберштурмбаннфюрер СС, командир 49-го добровольческого моторизованного полка СС «Де Рюйтер»
- Дерк-Элско Бруинс – 23 августа 1944 – роттенфюрер СС, командир орудия в 1-й батарее 54-го противотанкового дивизиона СС
- Вильгельм Шлютер – 23 августа 1944 – штурмбаннфюрер СС и майор полиции, командир 54-го артиллерийского полка СС
- Карл-Хайнц Эртель – 23 августа 1944 – гауптштурмфюрер резерва СС, адъютант 49-го добровольческого моторизованного полка СС «Де Рюйтер»
- Гюнтер Ванхёфер – 27 августа 1944 – гауптштурмфюрер резерва СС, командир 54-го сапёрного батальона СС
- Ганс Мейер – 2 сентября 1944 – гауптштурмфюрер СС, командир 1-го батальона 49-го добровольческого моторизованного полка СС «Де Рюйтер»
- Стефан Страпатин – 16 ноября 1944 – роттенфюрер СС, командир подразделения телефонистов во 2-м батальоне 49-го добровольческого моторизованного полка СС «Де Рюйтер»
- Георг Шлуйфельдер – 26 ноября 1944 – штандартеноберюнкер СС, командир 1-й роты 49-го добровольческого моторизованного полка СС «Де Рюйтер»
- Отто Петерсен – 11 декабря 1944 – гауптштурмфюрер СС, командир 2-го батальона 49-го добровольческого моторизованного полка СС «Де Рюйтер»
- Герберт-Альберт Рит – 11 декабря 1944 – унтерштурмфюрер резерва СС, командир 5-й батареи 54-го артиллерийского полка СС
- Вальтер Йенчке – 18 декабря 1944 – канонир СС, командир подразделения радистов в 5-й батарее 54-го артиллерийского полка СС

### Рыцарский крест Железного креста с Дубовыми листьями (2)
- Гельмут Шольц (№ 591) – 21 сентября 1944 – оберштурмфюрер СС, командир 2-го батальона 49-го добровольческого моторизованного полка СС «Де Рюйтер»
- Юрген Вагнер (№ 680) – 11 декабря 1944 – бригадефюрер СС и генерал-майор войск СС, командир 4-й добровольческой моторизованной бригады СС «Недерланд»